# Первая футбольная лига Федерации Боснии и Герцеговины
Первая футбольная лига Федерации Боснии и Герцеговины является футбольной лигой в Боснии и Герцеговине. Вместе с первой лигой Республики Сербской, образует второй уровень футбола в Боснии и Герцеговине.
Лига состоит из 16 команд. Каждая команда играет в общей сложности 30 игр в ходе регулярного сезона, дважды друг с другом (один раз дома и один раз в гостях). Победитель лиги повышается до Премьер-лиги Боснии и Герцеговины.

## Клубы в сезоне 2022/23
- Рудар (Какань)
- ГОШК (Габела)
- Травник (Травник)
- Орашье (Орашье)
- Звезда (Градачац)
- Братство (Грачаница)
- Единство Бихач (Бихач)
- Горажде (Горажде)
- Будучност (Бановичи)
- Радник (Хаджичи)
- Младост (Добой)
- Градина (Сребреник)
- Вис Симм-Бау (Косова)
- ТОШК Тешань (Тешань)
- Раднички (Лукавац)
- Ступчаница (Олово)

## Победители
- 1995/96 — «Босна» (Север), «Радник Хаджичи» (Юг)
- 1996/97 — «Дрина Зворник-Живинце» (Север), «Олимпик» (Юг)
- 1997/98 — «Будучност» (Север), «Врбаньюша» (Центр), «Искра» (Юг)
- 1998/99 — «Краина Казин»
- 1999/00 — «Травник»
- 2000/01 — «Груде»
- 2001/02 — «Жепче»
- 2002/03 — «Травник»
- 2003/04 — «Будучност»
- 2004/05 — «Единство Бихач»
- 2005/06 — «Вележ»
- 2006/07 — «Травник»
- 2007/08 — «Звезда»
- 2008/09 — «Олимпик»
- 2009/10 — «Будучност»
- 2010/11 — «ГОШК»
- 2011/12 — «Градина»
- 2012/13 — «Витез»
- 2013/14 — «Слобода»
- 2014/15 — «Младост»
- 2015/16 — «Металлеге-БСИ»
- 2016/17 — «ГОШК»
- 2017/18 — «Тузла Сити»
- 2018/19 — «Вележ»
- 2019/20 — «Олимпик»
- 2020/21 — «Посушье»
- 2021/22 — «Игман Кониц»
- 2022/23 — «ГОШК»
- 2023/24 — «Слобода»